# 弗奈斯氏竹蛏
弗奈斯氏竹蛏（学名：Solen fonesi），是帘蛤目竹蛏科竹蛏属的一种。主要分布于台湾，常栖息在潮间带沙滩、泥滩。